# غرانت سمايلي
غرانت سمايلي (بالإنجليزية: Grant Smillie)‏ هو دي جيه أسترالي، ولد في 3 مايو 1977.

## وصلات خارجية
- غرانت سمايلي على موقع ميوزك برينز (الإنجليزية)
- غرانت سمايلي على موقع ديسكوغز (الإنجليزية)